# 文车妖妃
文车妖妃（ふぐるまようび）在鳥山石燕的『百器徒然袋』有写到。是由文車（宮中運書小車）化身的妖怪，因經常感受到女性情書、文章中的怨念而化身成妖。後來日本人把她視為促使孩子讀書的妖怪。

## 流行文化
知名輕小說《無頭騎士異聞錄 DuRaRaRa!!》，有出現以文車妖妃命名的網站。

## 参看
- 日本妖怪列表